# 真夏の夜の雪物語 -MIDSUMMER SNOW NIGHT-
『真夏の夜の雪物語 -MIDSUMMER SNOW NIGHT-』（まなつのよるのゆきものがたり・ミッドサマースノウナイト）は2011年12月22日にEX-ONEより発売されたアダルトゲーム。EX-ONEの第1作。2012年5月3日よりダウンロード版も販売されている。
2012年12月28日にファンディスク『真夏の小さな恋物語 -MIDSUMMER SNOW NIGHT FAN DISK-』の情報が公開された。2013年1月25日に公式通販にて予約開始され、2013年2月22日に発送開始された。
『真夏の夜の雪物語』の略称として「雪物」というのがあるが、あまり使用されていない。ゲーム公式サイトのURLは http://ex-one.cc/mssn/index.php となっている（mssnは MIDSUMMER SNOW NIGHT の略）。

## 作品概要
本作の舞台となるのは青女町（あおめちょう）という名の町である。この町では不思議なことに一年を通して雪が降り続けており、雪女の伝説がしばしば語られている。雪が降っているにもかかわらず、気温はさほど低くはなく、夏には海で水着姿で海水浴を楽しむこともできる。
この物語は、主人公の少年である風祭夕也が、彼と同じ青女学園に通う風祭愛奈、風祭衣、秋ヶ瀬希美、神城優樹菜といった女生徒達と関わりながら、町に隠された謎を解き明かしていくというものである。
本作のシナリオは、プロローグ編、ゲンジツ編（現実編）、ゲンソウ編（幻想編）、シンソウ編（真相編）、アフター編という5つのパートから構成されている。オープニングムービーはフルアニメーションとなっており、会話シーンではキャラクターに瞬きと口パクの動作がある。

## 登場人物
各キャラクターの担当声優名は公式サイト・ゲームエンディングともに非公開（EX-ONEの次作からはキャスト情報はあり。次作の『フツウノファンタジー』は公式サイトでは非公開だが、ゲームエンディングにはキャスト情報あり）。

### メインキャラクター
風祭 夕也（かざまつり ゆうや）
身長：180cm
本作の主人公。青女学園2年生男子生徒。幼少時期、両親の仕事の都合によりそれまで暮らしていた青女町から別の町へ引っ越したが、物語の冒頭で再び青女町に戻り、親戚が営んでいるペンション「スノーフレーク」で暮らし始める。青女学園の2年次に編入する。生まれつき銀色の髪をしており、自らのことを「白銀番長」と称するが、他の登場人物たちに「番長なんて古い」と言われると精神にダメージを受ける。青女町にやってきてから時々謎の頭痛や眩暈、白昼夢に悩まされている。
風祭 愛奈（かざまつり まな）
身長：160cm、3サイズ：B86W59H85、血液型：A
夕也の従妹。青女学園1年生女子生徒。夕也と同じスノーフレークに住む。夕也のことを「兄さん」と呼ぶ。幼いころは体が弱く、家の中に籠もりがちだったが現在ではスタイル抜群の美少女に成長した。学園ではテニス部に所属している。
風祭 衣（かざまつり ころも）
身長：150cm、3サイズ：B88W59H89、血液型：B
夕也の従姉。青女学園3年生女子生徒。愛奈の姉だが、背丈は妹より低い。妹と同じくスノーフレークの住人。夕也からは「衣姉」（ころもねえ）と呼ばれる。一見すると優雅で上品だが、性格はかなりのドSで夕也のことをからかうことが多い。子供時代は男勝りな性格だった。いざというときには年長者としてしっかりした態度を見せる。
秋ヶ瀬 希美（あきがせ のぞみ）
身長：156cm、3サイズ：B81W59H83、血液型：A
青女学園2年生女子生徒。夕也のクラスメイト。生真面目な性格で風紀委員長を務めている。成績優秀な上、愛奈の所属するテニス部のエースでもある。
神城 優樹菜（しんじょう ゆきな）
身長：152cm、3サイズ：B79W52H80、血液型：B
青女学園2年生女子生徒。夕也と同学年らしいが、学園内で見かけることは少ない。体が弱く、強い日差しを避けるため夕方から登校しているというが、真偽は不明。夕也と同じ、銀色の髪をしている。自らを雪女だと主張する不思議な少女で、夕也のことを「だんな様」や「あなた様」と呼ぶ。スノーフレークによく温泉に入りに来るので、愛奈や衣とは以前からの知り合い。お金が大好き。「大丈夫です、任せてください」が口癖。一人称は「わたくし」。本作の物語の鍵を握る存在。

### サブキャラクター
春野 かえで（はるの かえで）
身長：155cm、3サイズ：B85W58H87、血液型：O
青女学園2年生女子生徒。夕也のクラスメイト。春野双子姉妹の妹。明るく活発な性格で、姉のさくらを振り回すことが多い。
春野 さくら（はるの さくら）
身長：155cm、3サイズ：B77W52H79、血液型：O
青女学園2年生女子生徒。夕也のクラスメイト。春野双子姉妹の姉。かえでと身長は同じだが、スリーサイズはかえでより小さい。温和で優しい性格。
風祭 英雄（かざまつり ひでお）
身長：151cm、3サイズ：B??W??H??、血液型：A
夕也の親戚。夕也、愛奈、衣が暮らすペンション「スノーフレーク」の管理人。れっきとした男性だが体が小さく童顔でもあるため女の子のように見える。穏やかな人柄で料理が上手い。愛奈からは「パパ」、夕也と衣からは「パパさん」と呼ばれ、親しまれている。
緑山 恭介（みどりやま きょうすけ）
身長：180cm、3サイズ：B??W??H??、血液型：AB
青女学園2年生男子生徒。夕也のクラスメイト。夕也が子供時代、青女町に住んでいたころ知り合いだった少年。当時は体が小さく「泣き虫キョウ君」と呼ばれていたが、現在では背の高いイケメン。風紀委員会の副委員長。やたら正義感が強く、自分のことを「ジャスティスナイト」と称する変わり者で、普段からしょっちゅう「正義」「ジャスティス」という言葉を多用する。一人称は「私」。
本作の物語は、基本的には以上の9人のみにより進行する。青女町商店街の住人達や、青女学園の他の生徒や教師、ペンション「スノーフレーク」のオーナーといったいわゆるモブキャラクターはシナリオの「地の文」において存在や行動が説明されるだけで、台詞は用意されていない。風祭英雄、緑山恭介の2人は当初はゲーム公式サイトにおいて紹介文があったが、その紹介文はその後削除されている。

## スタッフ
- 原画：みけおう
- シナリオ：サイトウケンジ、深山ユーキ
- 音楽監督：羽鳥風画

## 主題歌
オープニングテーマ「snow flake*」
歌：山本美禰子、作詞：代瀬涼、作曲：羽鳥風画、編曲：羽鳥風画
『真夏の夜の雪物語』のオープニングテーマ。ゲンジツ編の開始時に1番に当たる部分が流れ、シンソウ編の開始時に2番に当たる部分が流れる。山本美禰子のアルバムである「Lazward ～Mineko Yamamoto Works Best～」にはフルバージョンが収録されている他、「SUPER SHOT4 -美少女ゲームリミックスコレクション-」にも収録されている。また、シンソウ編のエンディングでは男性ボーカルによる「snow flake* Breaker ver.」が流れる。
エンディングテーマ「ever after...」
歌：yuiko、作詞：橋本鏡也、作曲：羽鳥風画、編曲：羽鳥風画
『真夏の夜の雪物語』のエンディングテーマ。ゲンジツ編のエンディングでは音楽のみが流され、歌声は入っていない。ゲンソウ編のエンディングでは歌声も流される。

## 春野ミッドナイトトーク
「春野ミッドナイトトーク」とは本作のサブヒロインである春野かえで・春野さくらの双子姉妹によるトークショウであり、2011年8月11日から隔週でニコニコ動画とYouTubeにアップされていた。ネット上で公開された本編全9回と特別編1回の他に、ソフマップ予約特典ディスクにも録り下ろし特別編が収録された。
また、2011年12月開催の「コミックマーケット81」、2012年8月開催の「コミックマーケット82」におけるEX-ONEブースでも会場限定の特別編が公開された。さらに、2012年12月21日に発売されたエンターブレインのアダルトゲーム雑誌「TECH GIAN」2013年2月号付録のDVD-ROMには『真夏の夜の雪物語』の春野姉妹と、EX-ONE第3作『月明かりランチ』の西野さん・アズマさんによるトーク「春野ミッドナイトトーク×西野ミッドナイトトーク TECH GIAN 特別編」が収録された。

## 関連アイテム

### ディスク
真夏の夜のすぺしゃるサンキューディスク！
予約キャンペーン特典。本来はサブキャラクターであり攻略不可な春野かえで、春野さくらの二人が攻略できる外伝ストーリーが収録されたファンディスク。
デジタルコンテンツ【春野ミッドナイトトーク】全回分+録り下ろし出張版
ソフマップ店舗特典。春野かえで、春野さくらのトーク「春野ミッドナイトトーク」が収録されたDVD。
風祭愛奈の添い寝ディスク（ドキドキッ！）
2011年末開催の「コミックマーケット81」にて1500円で販売されたCD。風祭愛奈のボイスドラマと、オープニングテーマ「snow flake*」のアレンジ版である「snow flake* ～DDD ver」および、神城優樹菜と風祭愛奈のトーク「神城ミッドナイトトーク」が収録されている。
真夏の小さな恋物語 -MIDSUMMER SNOW NIGHT FAN DISK-
2013年に発売予定のファンディスク。2100円。青女学園学園祭（青女祭）を背景とした物語。風祭愛奈と風祭衣は登場しない。シナリオは深山ユーキが担当（サイトウケンジは参加していない）パッケージイラストのキャラクターは神城優樹菜。

### 抱き枕カバー
4人のヒロインのイラストが描かれた抱き枕カバーが制作された。各10000円。風祭愛奈と秋ヶ瀬希美の枕カバーはコミックマーケット81（2011年12月）、神城優樹菜と風祭衣の枕カバーはコミックマーケット82（2012年8月）にて発売された。優樹菜と衣の枕カバーは2014年4月29日に「Character1」でも販売された後、翌日の2014年4月30日よりGetchu.comでも販売されている。
- 風祭愛奈兄さん大好き抱き枕カバー
- 秋ヶ瀬希美エロメイド抱き枕カバー
- 神城優樹菜おもらし抱き枕カバー
- 風祭衣スケスケ抱き枕カバー

### 書籍
「真夏の夜の雪物語 -MIDSUMMER SNOW NIGHT-」 ビジュアルファンブック
ゲーム本編のイラストが収録されたビジュアルファンブック。コミックマーケット82（2012年8月）にて発売された。2500円（税抜き）。表紙イラストは風祭愛奈と風祭衣。上記の抱き枕カバーのうち、愛奈と希美のイラストは収録されているが、優樹菜と衣のイラストは収録されていない。予約キャンペーン特典の「真夏の夜のすぺしゃるサンキューディスク！」のイラストは収録されている。

## 体験版
公式ウェブサイト上にて以下の4種の体験版が公開されている。第4弾には風祭愛奈とのHシーンも含まれている。
- 第1弾 プロローグ編（2011年10月28日公開）
- 第2弾 風祭衣ゲンジツ編3話まで（2011年11月11日公開）
- 第3弾 秋ヶ瀬希美ゲンジツ編3話まで（2011年11月18日公開）
- 第4弾 風祭愛奈ゲンジツ編全話＋規制解除プロローグ（2011年11月25日公開）

## 参考資料
以下のページはGetchu.comにおける紹介ページ（18禁）。Getchu.comにおいては18禁ページの閲覧時には年齢確認ページが表示される（「はい」をクリックして進入すると次回のアクセス時には年齢確認ページは出現しない）。
- 真夏の夜の雪物語 -MIDSUMMER SNOW NIGHT- - Getchu.com[注 1]
- 「真夏の夜の雪物語 -MIDSUMMER SNOW NIGHT-」 ビジュアルファンブック - Getchu.com